# Марчелло, Бенедетто
Бенедетто Марчелло (итал. Benedetto Marcello; 24 июля 1686, Венеция — 24 июля 1739, Брешиа) — итальянский композитор, музыкальный писатель, юрист и государственный деятель, поэт. Брат композитора Алессандро Марчелло.

## Биография
Родился в знатной венецианской семье, был одним из образованнейших людей Италии. В течение многих лет занимал важные государственные должности (член Совета сорока — высшего судебного органа Венецианской республики, военный интендант в городе Пола, папский камергер). Вместе с тем его всегда притягивала музыка. Музыкальное образование получил под руководством Франческо Гаспарини и Антонио Лотти. Уже в молодости Марчелло считался одним из лучших композиторов Венеции.
В 1728 году сочетался церковным (т.е. не признанным светскими властями) браком со своей ученицей Розанной Скальфи. Согласно устойчивой легенде, однажды, около 1723 года, он услышал её пение из окна своего дворца, выходившего на Гранд-канал. И был настолько очарован голосом девушки, проплывавшей в лодке, что решил взять её в ученицы.
Умер от туберкулёза в 1739 году.
Его имя носит Венецианская консерватория.

## Творчество
Бенедетто Марчелло сочинял в разных жанрах, создав весьма внушительное количество вокальных сочинений (в том числе 6 ораторий, около 400 сольных кантат, свыше 80 вокальных дуэтов, 9 месс и около 30 отдельных церковных песнопений), 7 небольших опер, множество инструментальных произведений (17 концертов и 7 симфоний для струнных, а также скрипичные, флейтовые, клавирные и трио-сонаты).
Наиболее знаменитым творением Б. Марчелло стали его 50 псалмов для 1—4 голосов и basso continuo (1724—1726) под названием «Поэтически-гармоническое вдохновение» (итал. Estro poetico-armonico).
Известен Марчелло и как автор опубликованного в 1720 году (без указания автора) знаменитого сатирического сочинения «Модный театр» (итал. ll Teatro alla moda), направленного против многочисленных условностей итальянской оперы того времени. В этой книге Марчелло писал, что музыка опер была плохой, а драма — просто жалкой.